# Kríže
Kríže – wieś (obec) na Słowacji położona w kraju preszowskim, w powiecie Bardejów. Pierwsze wzmianki o miejscowości pochodzą z roku 1635.
Według danych z dnia 31 grudnia 2016, wieś zamieszkiwało 70 osób, w tym 32 kobiety i 38 mężczyzn.